# Richard Ashworth

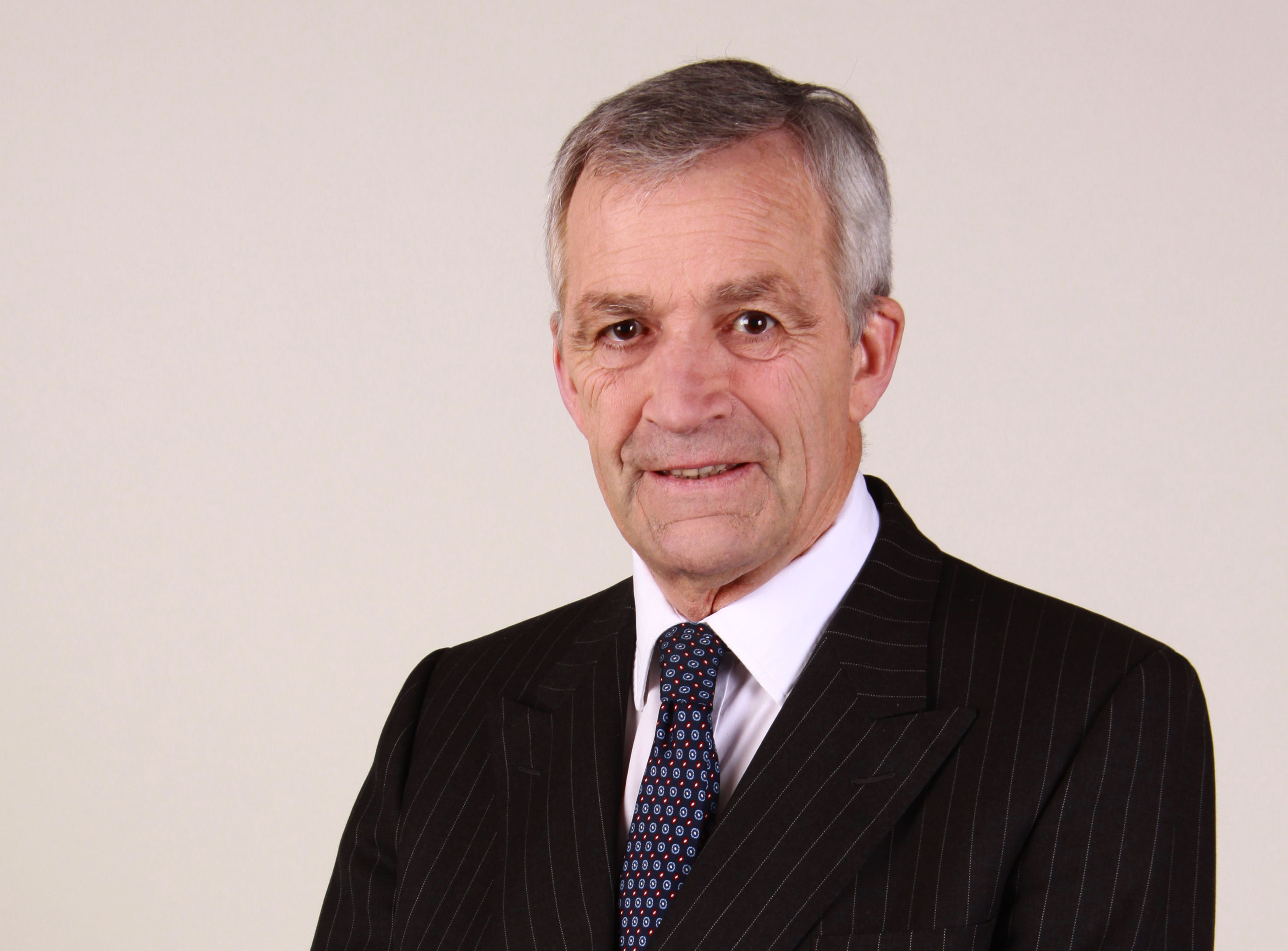
Richard Ashworth 2014.

Richard James Ashworth (Folkestone, 17 september 1947) is een Conservatief lid van het Europees Parlement voor Zuidoost-Engeland.

## Levensloop
Ashworth is getrouwd en heeft drie dochters. Hij ging naar de middelbare school The King's School in Canterbury en studeerde vervolgens landbouw en management aan Seale-Hayne College in Devon.
Gedurende een aantal jaren was Ashworth voorzitter van een school voor voortgezet onderwijs (Plumpton in Oost-Sussex) en was ook actief in verschillende openbare instellingen in de onderwijssector. Zijn belangstelling gaat naar muziek, theater, sport, luchtvaart en landelijke activiteiten.
Gedurende dertig jaar was Ashworth melkveehouder. Hij was tevens voorzitter van de United Milk Plc en van NFU Corporate. Hij was ook lid van de adviesraad op het ministerie van Landbouw over de voedselketen.
Ashworth was kandidaat in North Devon voor het Britse parlement in 1997 en in de regio South East voor het Europees Parlement in 1999. In beide verkiezingen werd hij niet verkozen.
In 2004 werd Ashworth wel gekozen. Op 6 juni 2008 werd hij Chief Whip voor zijn partij in het Europees Parlement, nadat Den Dover werd afgedankt na een schandaal over onkostennota's.
In november 2008 werd Ashworth adjunct-leider van de Conservatieve groep. Op 14 maart 2012 werd hij de leider, wat hij bleef tot 19 november 2013. In het Europees Parlement was hij de spreekbuis voor de Conservatieve Partij betreffende de begroting.
Tijdens de activiteiten van preselectie voor de verkiezingen van 2014 werd Ashworth niet geselecteerd om met zekerheid op de kandidatenlijst te worden geplaatst. Dit werd beschouwd als een coup vanwege de rechtse vleugel binnen de partij, die de leider als te gematigd vinden en te verbonden met David Cameron. Uiteindelijk werd hij geselecteerd voor de derde plaats op de lijst voor het kiesdistrict South East, na Daniel Hannan en Nirj Deva, waarna hij werd herkozen.
In oktober 2017 kwam Ashworth, evenals zijn collega-parlementariër Julie Girling, in conflict met de chief whip van de conservatieve afvaardiging in het Europees Parlement toen zij beiden een ingediende motie steunden inzake het verloop van de onderhandelingen over de uittreding van het Verenigd Koninkrijk uit de Europese Unie, tegen de partij-opvatting in. Als gevolg hiervan verlieten Ashworth en Girling op 28 februari 2018 de fractie van de Europese Conservatieven en Hervormers (waarbij de Conservatieve Partij aangesloten is) en traden toe tot de fractie van de Europese Volkspartij.